# البقرة الضاحكة
البقرة الضاحكة (بالفرنسية:  La vache qui rit)‏ (لا فاش كي ري) هي علامة تجارية لجبن فرنسي مذاب تنتجه مصانع مجموعة بيل.
بدأت الشركة بتصنيع البقرة الضاحكة منذ سنة 1921 وهي معروفة بعلبتها المدورة والمرسوم عليها بقرة حمراء وهي تضحك وفي حلقان هما عبارة عن علبتان للبقرة الضاحكة. حالياً تتواجد ب 90 دولة من بينها الدول العربية.